# 格雷岩
格雷岩（英語：Gray Rock），是南極洲的岩石，位於維多利亞地的斯科特海岸，處於羅茲角東北面7公里，美國地質調查局根據測量和美國海軍拍攝的空中照片繪入地圖，現時由南極條約體系管理。